# Citroën BELUX
Citroën BELUX est la filiale commerciale de Citroën pour la Belgique et le grand-duché de Luxembourg. Constituée le 31 janvier 1924, à Bruxelles, c'est la première filiale établie hors de France par André Citroën. Le siège était situé jusque fin septembre 2012 dans le complexe de la place de l'Yser. Fin septembre 2012, le siège social a déménagé près de Braine-l'Alleud, et en 2017, les activités de la succursale Yser (Vente véhicules neufs et occasions, vente de pièces de rechange ainsi qu'un atelier de réparation et une carrosserie moderne) rejoignent également les nouveaux locaux.

## Historique
La Société Belge des Automobiles Citroën est constituée le 31 janvier 1924 à Bruxelles. C’est la première filiale établie hors de France par André Citroën. Le siège social rue de l’Amazone, regroupe, bâtiments administratifs et ateliers. La filiale ne cesse de se développer, tant en surface qu’en équipements. En 1926, l’usine de Forest voit le jour ainsi que le magasin d’exposition boulevard Adolphe Max.
En 1934 tous les services administratifs, commerciaux, techniques et d’après-vente, sont regroupés dans la Place de l’Yser. Le complexe de 16 500 m2 était considéré comme la plus grande « station service » d’Europe.
Le 19 mai 1940, la Société est expulsée de ses locaux de la place de l'Yser par l’armée allemande, qui les occupe jusqu’en 1944. Partiellement détruits par l’explosion d’un pont sur le canal, ils sont laissés sans entretien pendant six ans.  
Pendant la guerre, l’usine de Forest devient le siège de la Société. Toute fabrication de véhicules est avortée. L’usine assure la réparation de véhicules, d’équipements d’alimentation et des transformations techniques des camions.  
L’usine est bombardée à deux reprises en mai 1944, causant d’énormes dégâts. Malgré la réquisition de 1944 à 1945 de la main-d’œuvre et des outillages par l’armée anglaise, des travaux de reconstruction et de réparations des équipements sont réalisés.  
Le siège social de la S.B.A. Citroën réintègre la place de l'Yser en août 1947. Le magasin d’exposition n’est reconstruit qu’en 1959. Entre 1926 et 1980, différents types de voitures et de véhicules utilitaires légers sont fabriqués à l’usine de Forest (5CV, B12, B14, Traction Avant, DS, Panhard, 2CV, Dyane, LNA, Méhari, Visa). L’usine ferme définitivement ses portes en décembre 1980.  
En 1991, le Centre National du Véhicule Utilitaire situé à Wauthier-Braine, voit le jour. Toute la gamme des utilitaires ainsi que les véhicules transformés sont exposés.  
En octobre 1992, Citroën BELUX S.A. devient la filiale commerciale de Citroën pour la Belgique et le Grand-Duché de Luxembourg. La Société Belge des Automobiles Citroën S.A. devient gestionnaire des biens immobiliers.  
Entre 1995 et 2002, Citroën Belux ouvre différentes succursales en Belgique (Gand, Namur, Evere, Anvers, Drogenbos). En 2002, la Succursale d’Anvers est transférée dans de nouveaux bâtiments situés à Wilrijk et le Centre de Wauthier-Braine se transforme en Citroën Business. Regroupant ainsi les services Fleet, Marchés Spéciaux, V.O. et V.U.
Le 30 mai 2012, Citroën Belux et Peugeot Belux annoncent en conseil d'entreprise extraordinaire leur intention de regrouper les deux sièges (activité import uniquement) dans le Brabant wallon, à Braine-l'Alleud.
Quelques années plus tard, le groupe PSA Belux déménage au 20 Avenue du Bourget à 1130 Haren (Bruxelles-Ville), qui deviendra en 2021 le siège provisoire de Stellantis Belux.

## Citroën Yser
Le complexe de la place de l'Yser abritait jusqu'en 2017 la succursale Yser. On y retrouvait toutes les activités commerciales du garage, vente de véhicules et de pièces de rechange, ainsi qu'un atelier de réparation et qu'une carrosserie moderne.
Symbole publicitaire de Citroën, cet édifice panoramique avec ses « murs rideau » illustre l’esthétique fonctionnaliste de l’architecture industrielle de l’entre-deux-guerres, et devient en mai 2018, le musée Kanal - Centre Pompidou.